# اپرای دبی
اپرای دبی، یک مرکز هنرهای نمایشی چندمنظوره با ظرفیت ۲٫۰۰۰ نفر است که در منطقه اپرا در مرکز شهر دبی واقع شده‌است. این مجموعه توسط شرکت اعمار برای میزبانی انواع اجراها و رویدادها از جمله تئاتر، اپرا، باله، کنسرت، کنفرانس و نمایشگاه ساخته شده است. برنامه ساخت آن از سوی شیخ محمد بن راشد آل مکتوم در مارس ۲۰۱۲ اعلام و در سال ۲۰۱۶  تکمیل شد. در ۳۱ اوت ۲۰۱۶ با اجرای پلاسیدو دومینگو گشوده شد.  فصل اول اجراها، شامل اپرای بیزه صیادان مروارید  و همچنین تنور خوزه کارراس بود.  طبقه همکف اپرای دبی، ۱۸۰۰ متر مربع است.  از این طبقه می‌توان برای مراسم عروسی، جشن، نمایش مد و نمایشگاه استفاده کرد.